# 3941 Haydn
3941 Haydn este un asteroid din centura principală, descoperit pe 27 octombrie 1973, de Freimut Börngen.